# GAC GS8
GAC GS8 (на внутренних рынках Trumpchi GS8) — среднеразмерный кроссовер, выпускаемый компанией GAC Group под брендом Trumpchi с 2016 года.

## Первое поколение
Автомобиль GAC GS8 впервые был представлен в 2016 году на Пекинском автосалоне, а затем автомобиль был передан на Североамериканский международный автосалон. Он оснащён четырёхцилиндровым двигателем внутреннего сгорания с турбонаддувом мощностью 188—201 л. с. и крутящим моментом 300 Н*м. Цены варьировались от 163800 до 259800 юаней. В апреле 2020 года автомобиль прошёл рестайлинг и стал называться Trumpchi GS8S.

### GAC GS8 в России
В декабре 2019 года кроссовер GAC GS8 вышел на российский рынок. Автомобиль предлагался с бензиновым турбомотором 2.0 (190 л. с.) и шестиступенчатой автоматической коробкой передач, с передним или полным приводом. В момент запуска цены на модель начинались с 1 898 000 рублей.
| Год  | Продано в России, шт. |
| ---- | --------------------- |
| 2019 | 11                    |
| 2020 | 236                   |
| 2021 | 669                   |
| 2022 | 366                   |

### Галерея

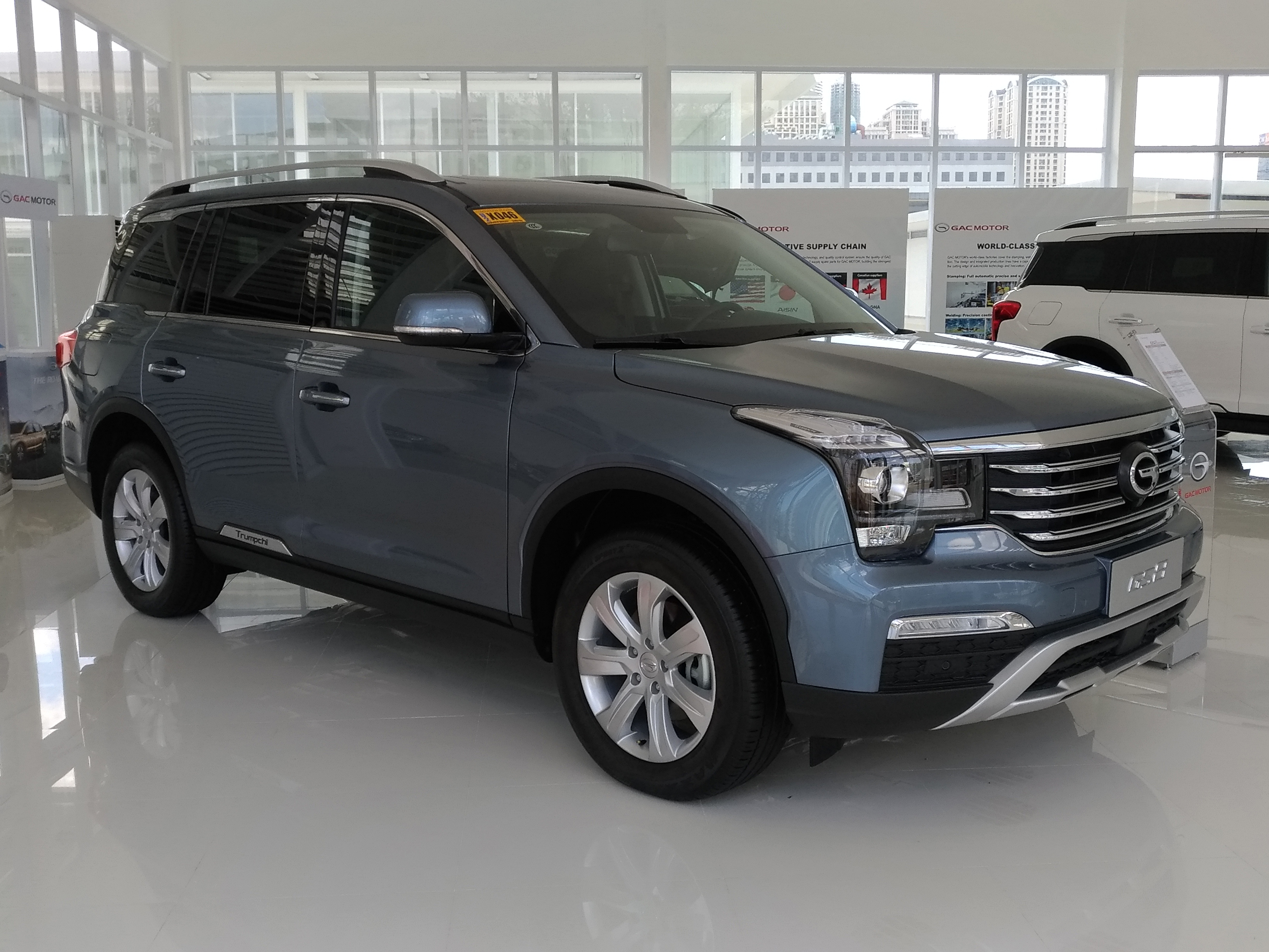
GAC GS8 GE (Филиппины)
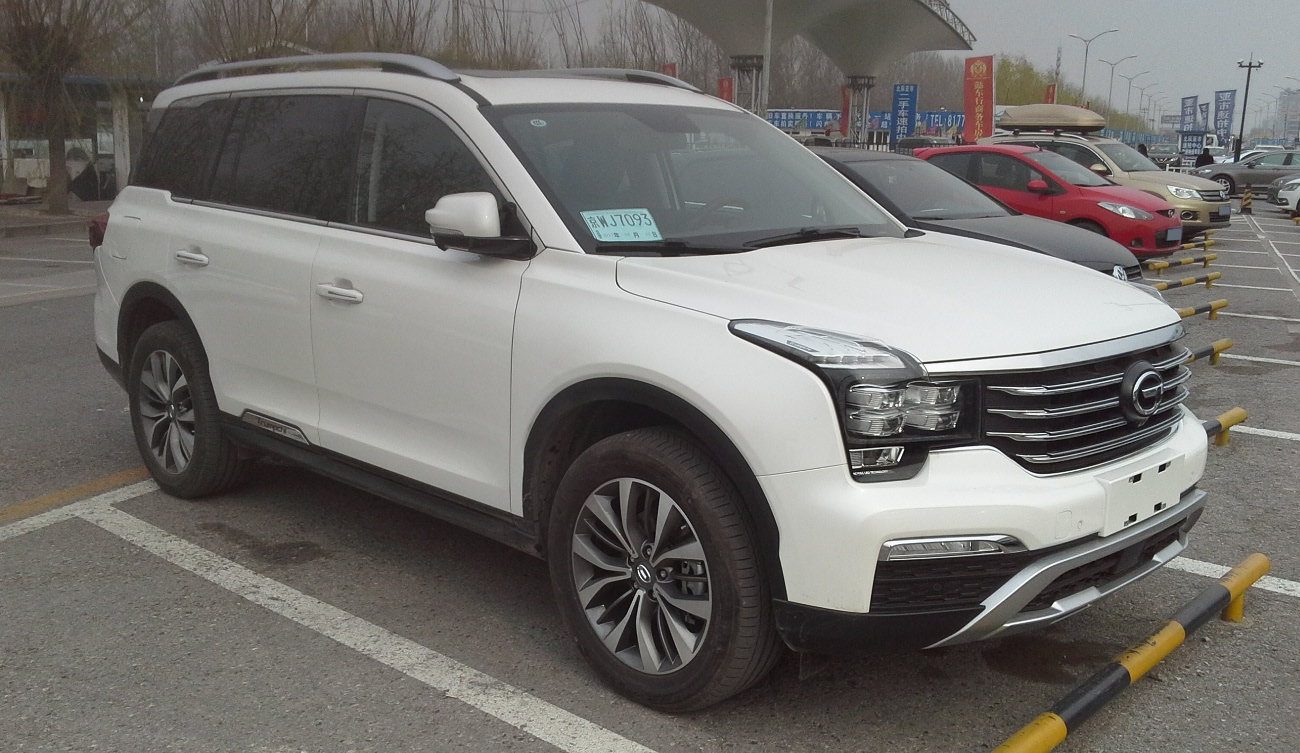
Trumpchi GS8
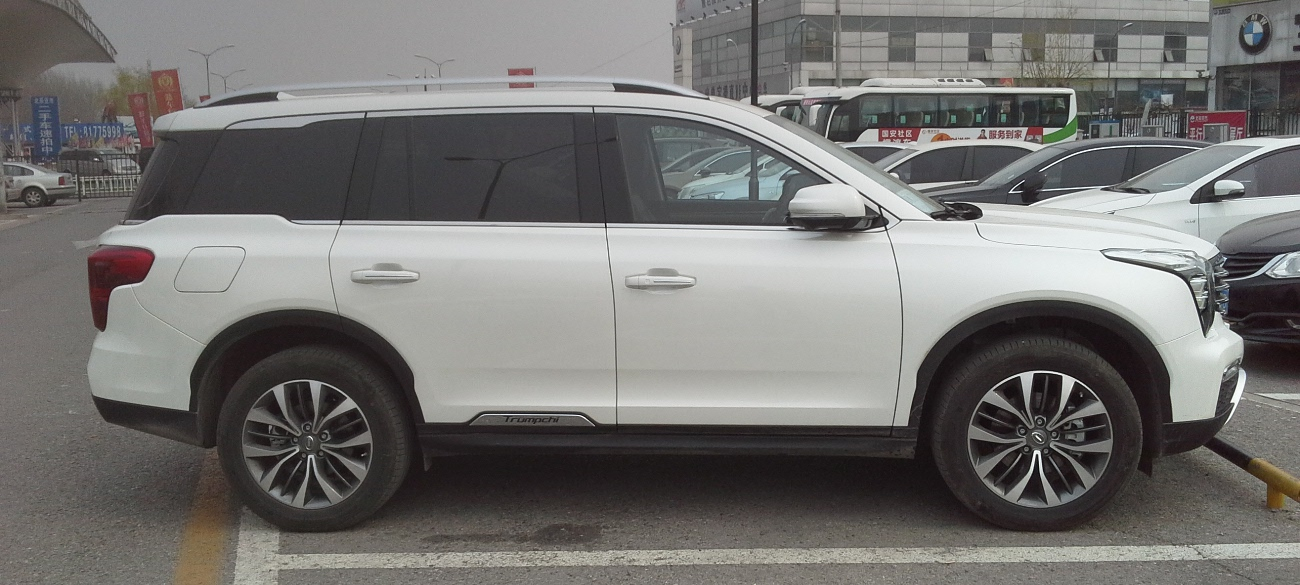
Вид сбоку
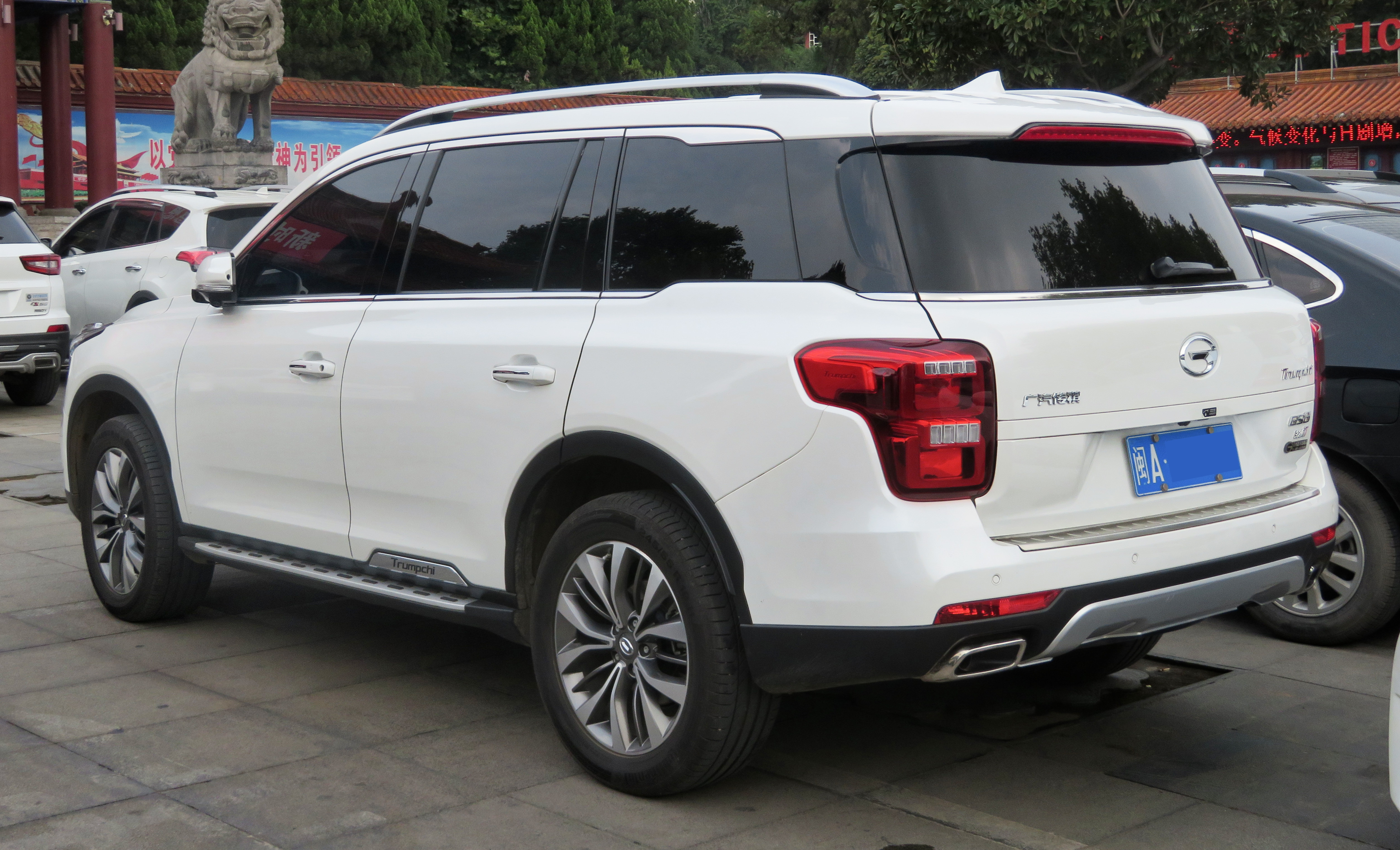
Вид сзади
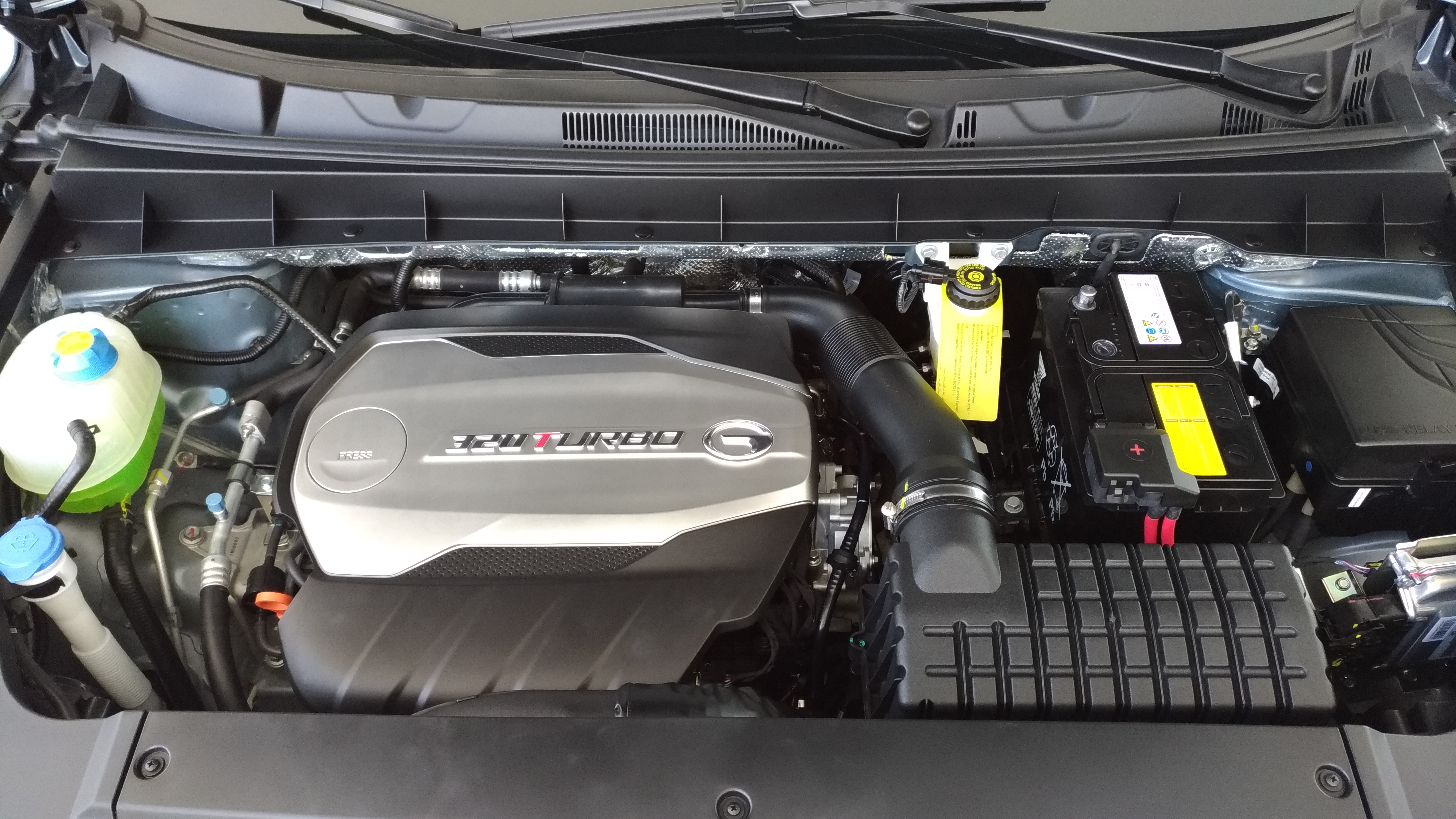
Моторный отсек
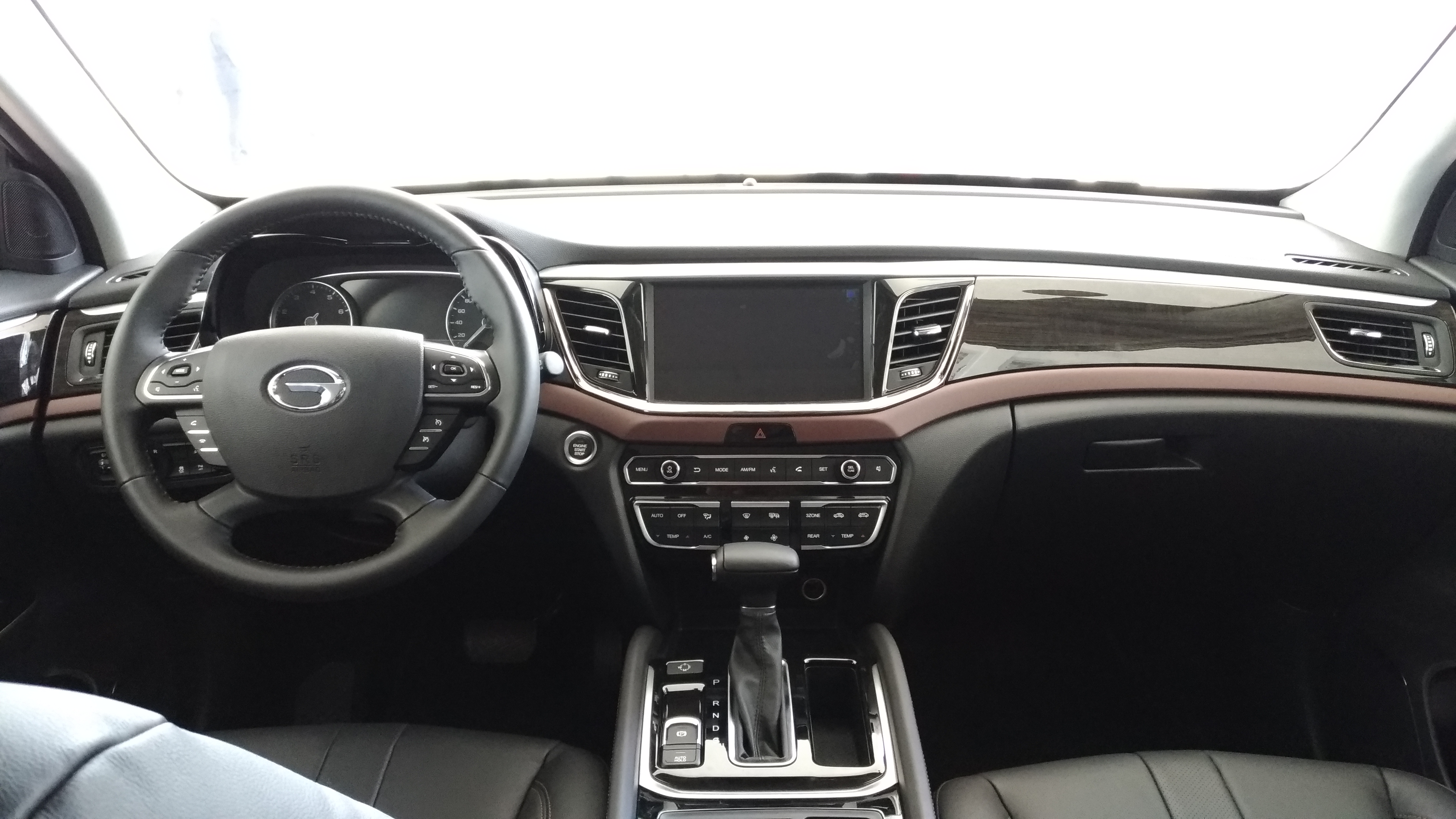
Место водителя
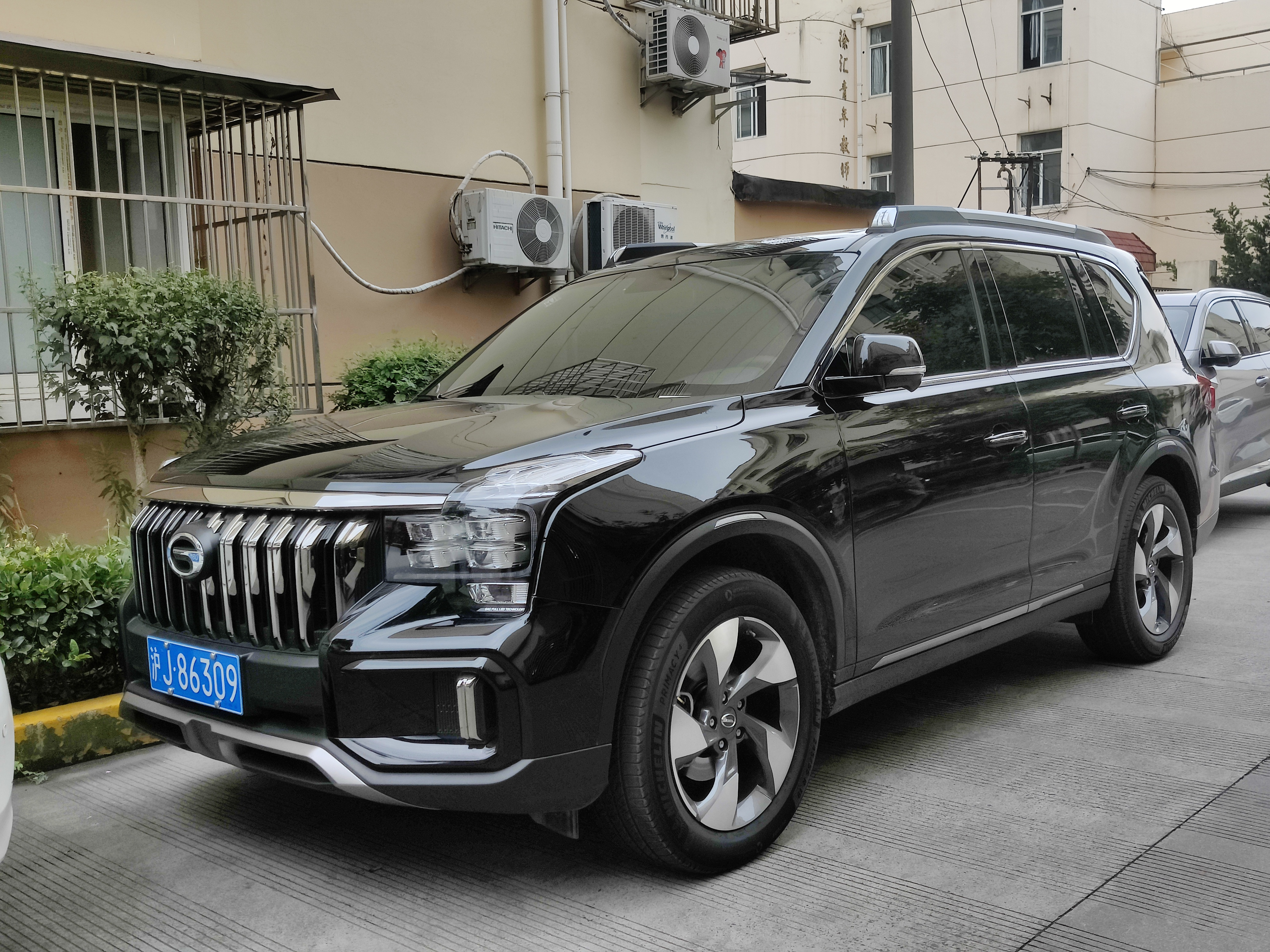
Trumpchi GS8S
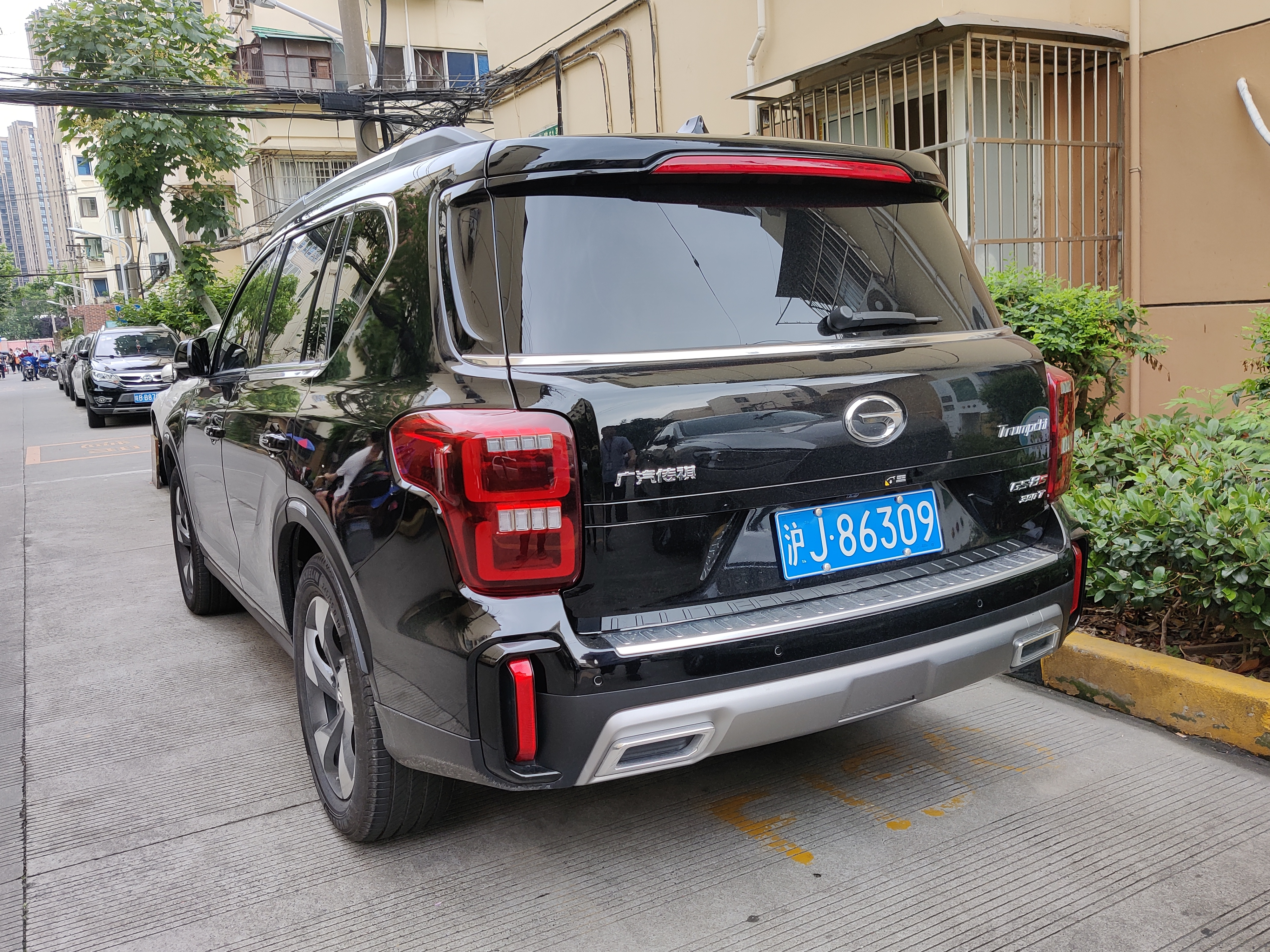
Вид сзади

### Технические характеристики
| Модель | Годы производства | Трансмиссия  | Мощность при об/мин                 | Крутящий момент при об/мин   | 0–100 км/ч (0–62 миль/ч) (Официально) | Максимальная скорость |
| ------ | ----------------- | ------------ | ----------------------------------- | ---------------------------- | ------------------------------------- | --------------------- |
| GS8    | 2016—2021         | 6-скор. АКПП | 148 кВт (198 л. с.) при 5200 об/мин | 320 Н⋅м при 1750—4000 об/мин | 11,5 сек. (FWD) 12,0 сек. (AWD)       | 185 км/ч (115 миль/ч) |

## Второе поколение
Второе поколение автомобилей GAC GS8 выпускается с июля 2021 года. Автомобиль оснащается двигателем объёмом 2 литра, мощностью 231 и 252  л. с. и крутящим моментом 380 Н*м. Также существует гибридный автомобиль с агрегатами Toyota. 
К концу июля 2023 года автомобиль поступил в продажу в России. Конкурентами автомобиля являются Toyota Land Cruiser, Kia Mohave, Hyundai Palisade, Mitsubishi Pajero и Mazda CX-9. Недостатком является высокая стоимость.

### Галерея

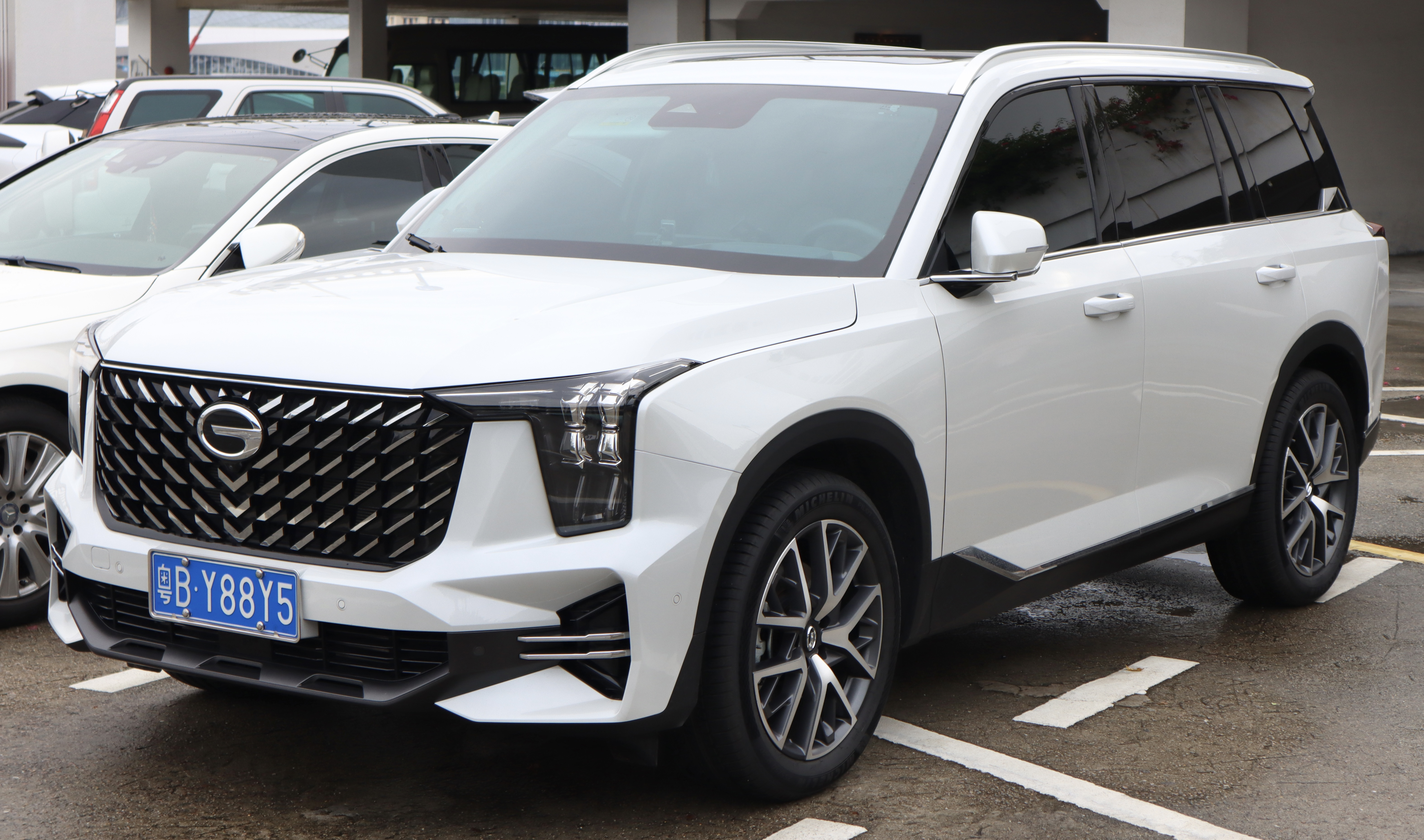
GAC Trumpchi GS8
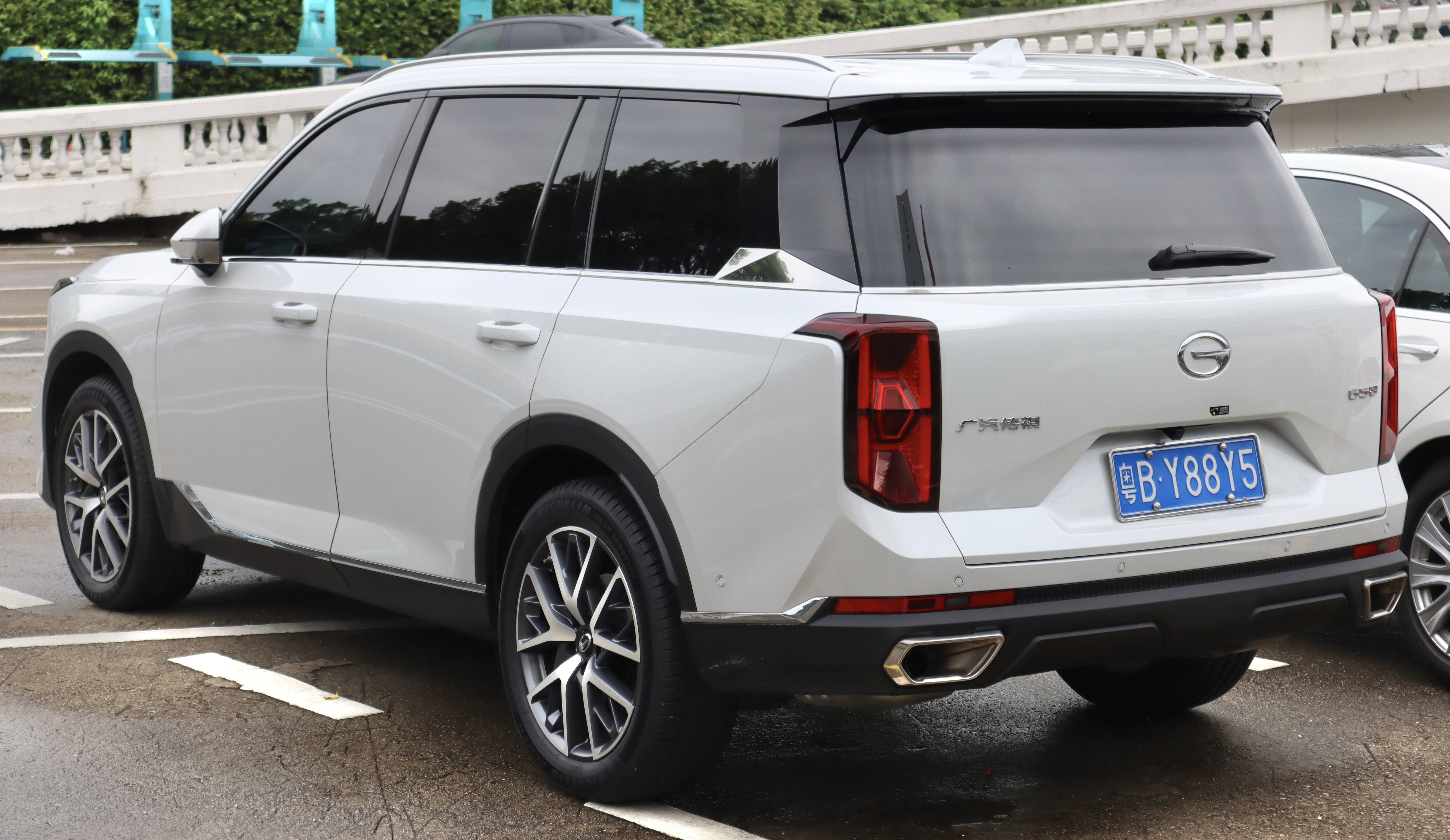
Вид сзади
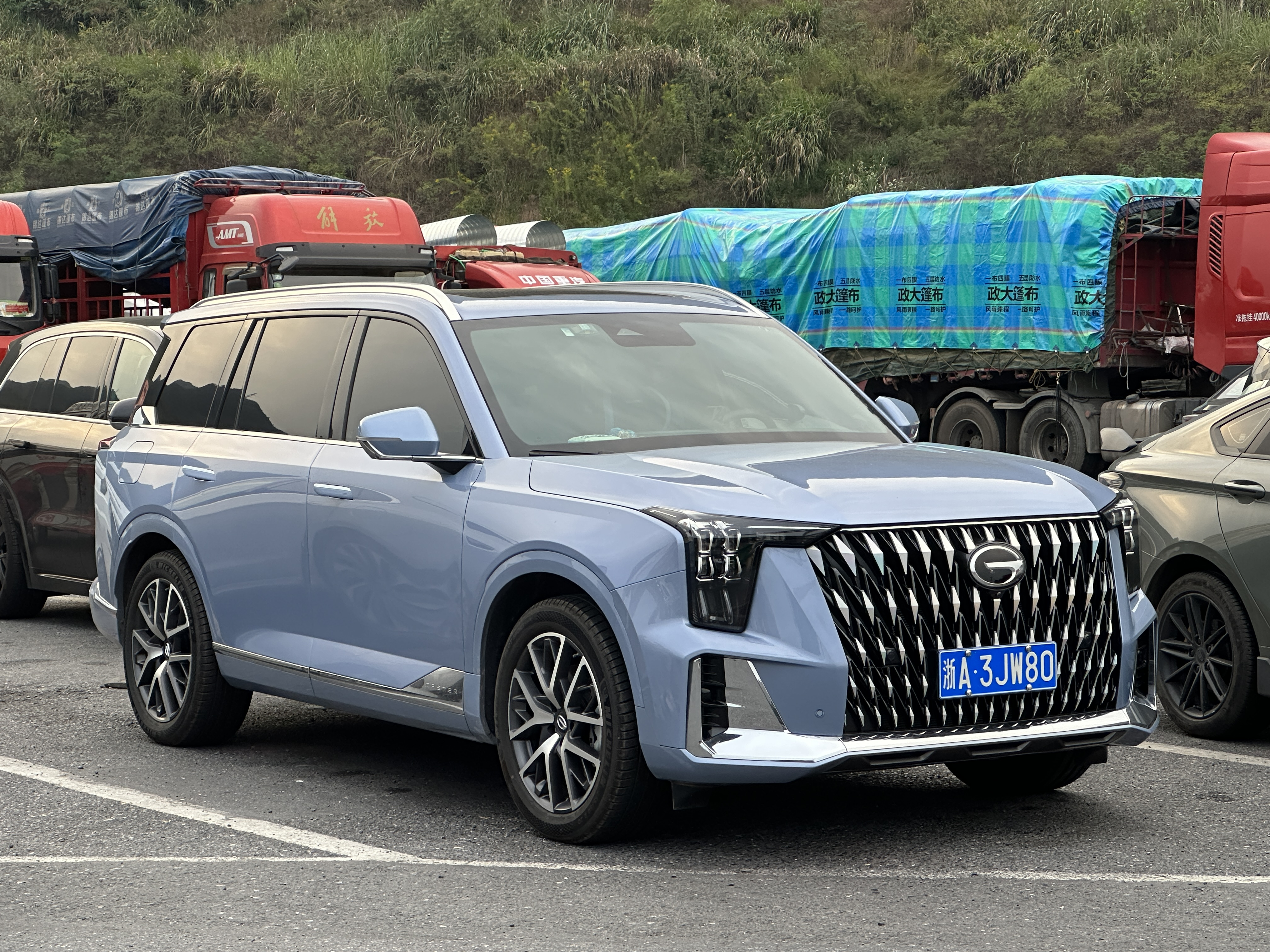
GAC Trumpchi GS8 II с альтернативным дизайном передней части

### GAC ES9
GAC ES9 является гибридным автомобилем на базе второго поколения GAC GS8. Он оснащён 2,0-литровым турбодвигателем в паре с одним электродвигателем и двухступенчатой трансмиссией DHT. Суммарная мощность составляет 274 кВт (367 л. с.), а суммарный крутящий момент — 630 Н⋅м.

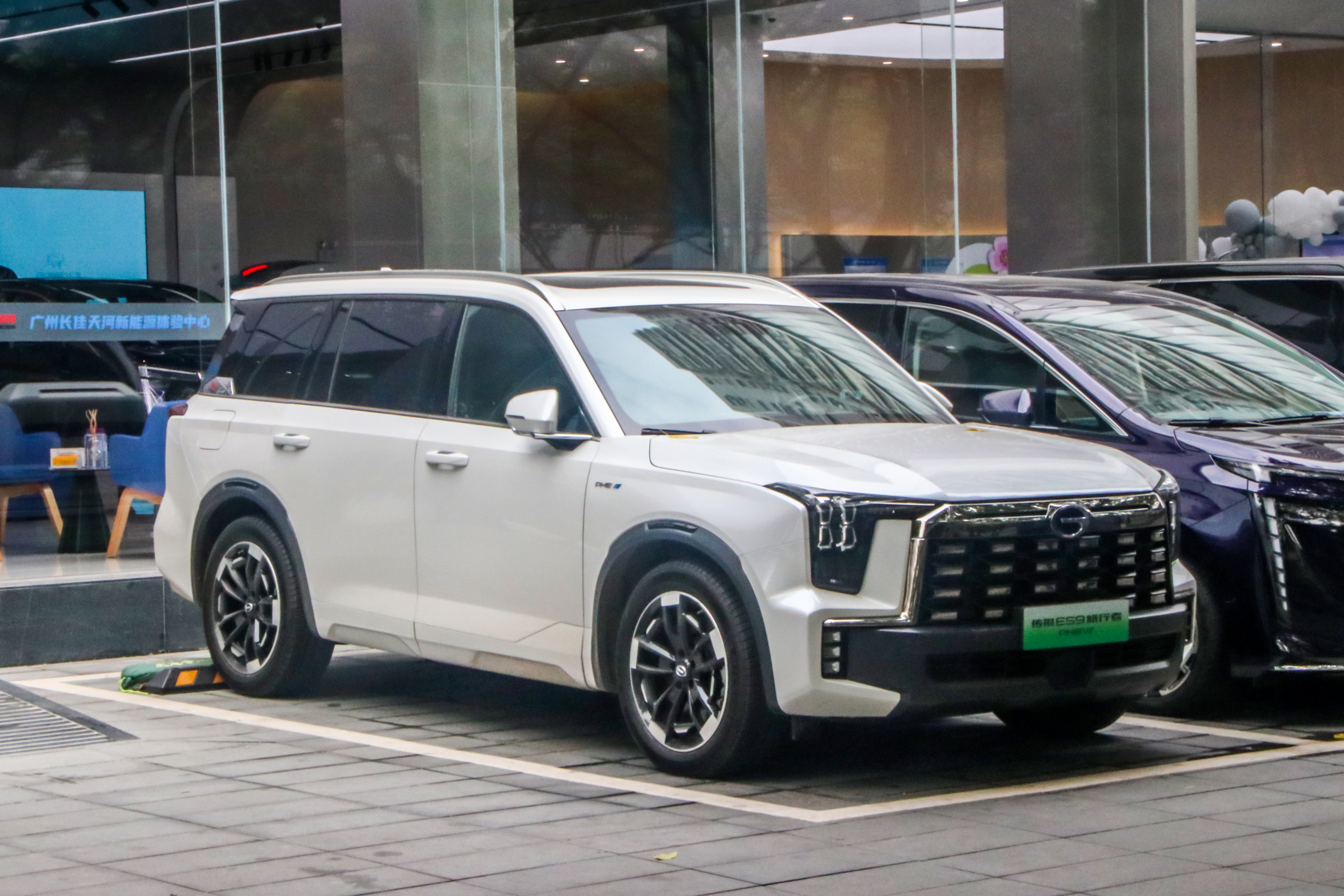
GAC Trumpchi ES9
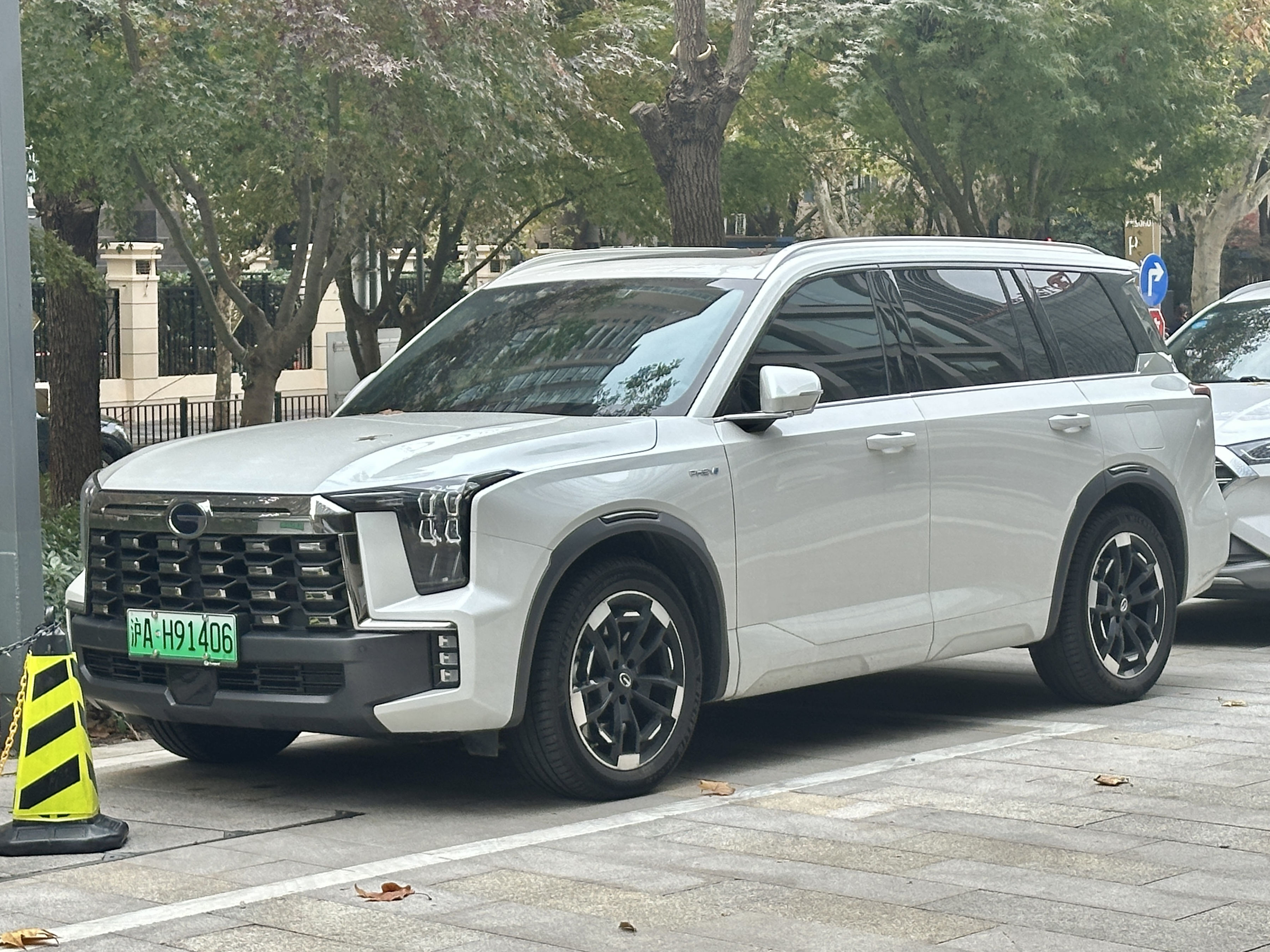
Вид спереди
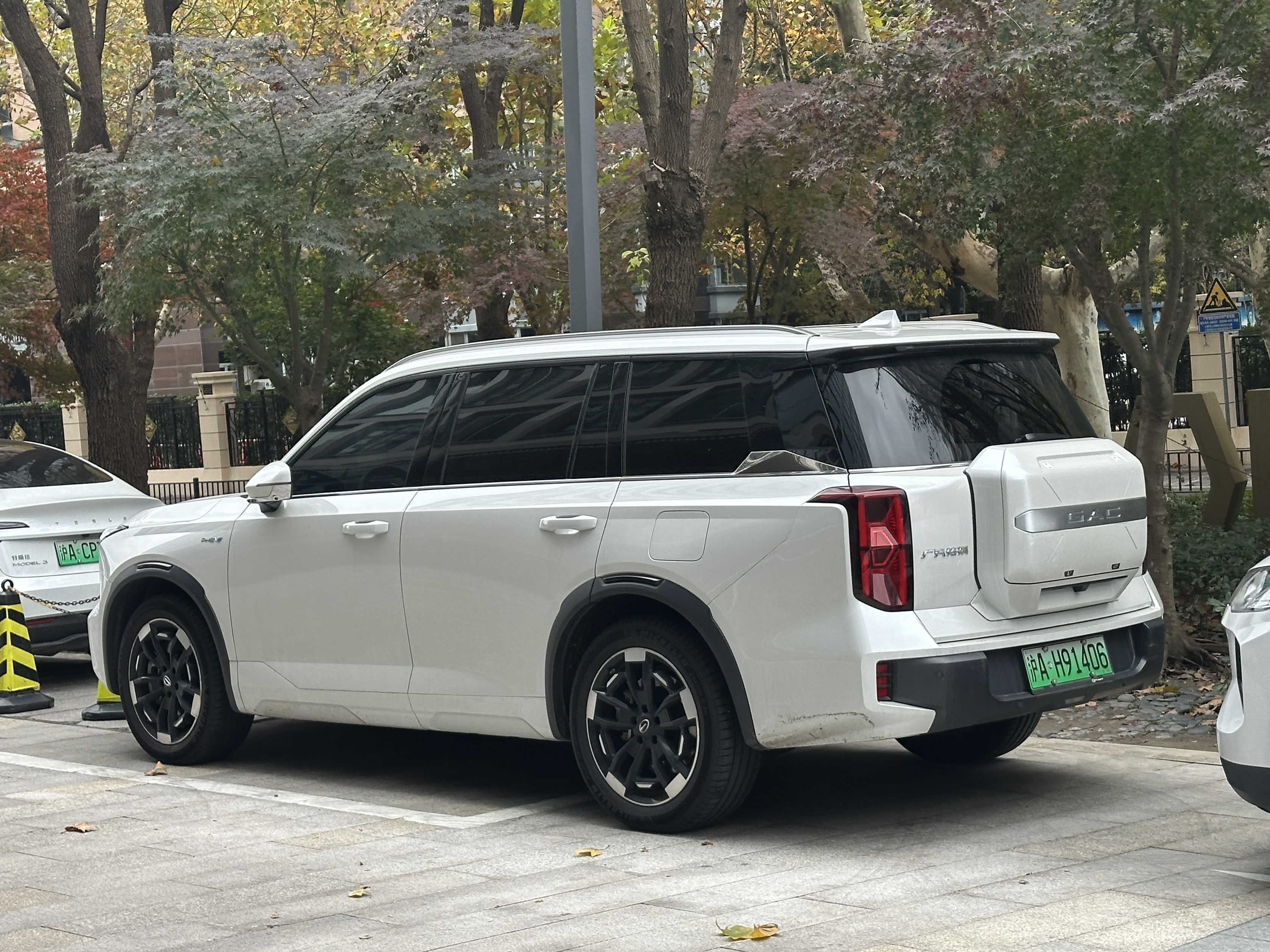
Вид сзади

### Технические характеристики
| Модель               | Годы производства      | Трансмиссия          | Мощность при об/мин                 | Крутящий момент при об/мин   | 0–100 км/ч (0–62 миль/ч) (Официально) | Максимальная скорость                                   |
| Бензиновые двигатели | Бензиновые двигатели   | Бензиновые двигатели | Бензиновые двигатели                | Бензиновые двигатели         | Бензиновые двигатели                  | Бензиновые двигатели                                    |
| -------------------- | ---------------------- | -------------------- | ----------------------------------- | ---------------------------- | ------------------------------------- | ------------------------------------------------------- |
| GS8                  | 2021 — настоящее время | 8-скор. АКПП         | 185 кВт (248 л. с.) при 5250 об/мин | 400 Н⋅м при 1750—4000 об/мин |                                       | 210 км/ч (130 миль/ч) (FWD) 200 км/ч (124 миль/ч) (AWD) |
| Гибрид               |                        |                      |                                     |                              |                                       |                                                         |
| GS8 Hybrid           | 2021 — настоящее время | CVT                  | 174 кВт (233 л. с.)                 | 391 Н⋅м                      | 6,9 сек.                              |                                                         |
| Подключаемый гибрид  |                        |                      |                                     |                              |                                       |                                                         |
| ES9                  | 2023 — настоящее время | 2-скор. DHT          | 274 кВт (367 л. с.)                 | 630 Н⋅м                      | 8,0 сек.                              |                                                         |